# Brida (cables)

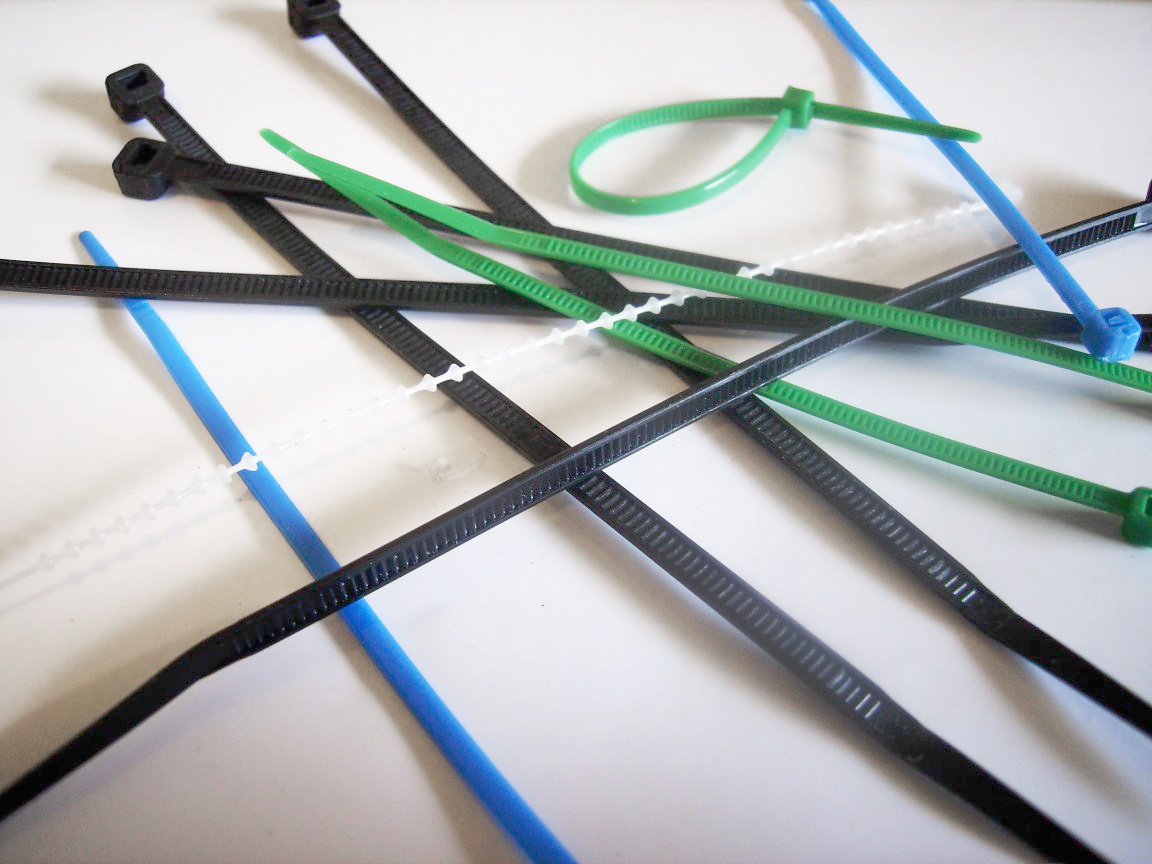

Una flejilla, fleje, brida, precinto, cincho o corbata para cables es un elemento de sujeción generalmente empleado para fijar o agrupar cables. Otro de sus posibles usos es la creación improvisada de esposas.
También se las puede utilizar como precintos de seguridad para trabar el acceso a cajas o recintos, además de múltiples usos improvisados debido a su poder de sujeción y apriete, lo que las hace muy versátiles en diversas situaciones

## Descripción
En su forma más popular, consiste en una cinta de nylon resistente con una cremallera integrada, y en un extremo un trinquete dentro de una caja pequeña y abierta. 
Las flejillas se inventaron en 1958 inicialmente bajo la marca de Ty-Rap por la compañía eléctrica Thomas & Betts.  Estaban diseñadas para los arneses de cable para aviones. El diseño original consistía en un trinquete de metal en lugar de nylon. Más tarde se cambió el material por nylon o plástico.
Un lazo de cable tensor o herramienta puede ser utilizada para aplicar una brida con un grado específico de tensión. La herramienta puede cortar la cola extra a ras de la cabeza a fin de evitar un borde afilado que de lo contrario podría causar lesiones.
Con el fin de aumentar la resistencia a la luz ultravioleta en los usos al aire libre, un tipo específico de nylon que contiene un mínimo del 2% de negro de carbón se utiliza para proteger las cadenas de polímeros y prolongar la vida útil de la flejilla.
El velcro y las hebillas metálicas son otras alternativas para agrupar cables de forma segura y semipermanente.
En varias zonas de Venezuela, se les conoce como «Tirraje», presumiblemente derivado del nombre de la marca con la que se comercializaba, Ty-Rap. En Ecuador, se les conoce como «Amarras».
Es importante saber que no deben usarse para bondage o juegos eróticos ya que el plástico puede cortar la piel e iniciar una hemorragia, además de que no pueden ser aflojadas con facilidad y los intentos de cortarlas en una situación de pánico y emergencia podrían lesionar la piel.